# Donato da Cascia
Donato da Cascia, també conegut com a Donato da Firenze i Donato da Florentia (Cascia, entre 1350 i 1370 – ...), va ser un compositor italià.

## Biografia
No se sap res de la seva vida més enllà del que es pot deduir dels seus retrats, les seves obres i la seva distribució geogràfica. El més probable és que fos de Cascia, i tota la seva música, amb l'excepció d'un virelai, va ser escrita en estil toscà. Tota la seva música supervivent és secular i es troba gairebé tota al Còdex Squarcialupi. Probablement era un sacerdot, i les imatges supervivents, juntament amb la música del Còdex Squarcialupi, el representen com un monjo benedictí.

Disset de les seves composicions han sobreviscut fins als nostres dies, incloent-hi: 14 madrigals, una caccia, un virelai i una balada. Amb una excepció, la seva música és completament per a dues veus, típica de mitjans del segle XIV, però altament virtuosa, contràriament a la moda de l'època. Segons Nino Pirrotta,
| « | "representa el nivell més alt de cant virtuós en el madrigal italià i, per tant, en l'Ars nova". | » |

Els madrigals de Donato generalment presentaven una veu superior molt més elaborada que la inferior, i la imitació entre les dues veus s'utilitzava sovint, fins i tot per a passatges curts. A més, sovint repetia paraules i frases, sovint amb intenció humorística. Les seves obres probablement van ser influenciades per Jacopo da Bologna, com es pot veure en els passatges de transició d'una sola veu entre diferents línies en els madrigals, típics de Jacopo.